# Ignaz Liebhardt
Ignaz Liebhardt (* 22. Februar 1850 in Bösing; † 27. Oktober 1901 in Wien) war ein österreichischer Theaterschauspieler, -direktor und Schriftsteller.

## Leben
Ignaz Liebhardt betrat ohne dramatische Vorbildung die Bühne zum ersten Mal in Klagenfurt. Er war dann in Linz, Sigmaringen, Brünn, Budapest, Graz (1877–1880), am Wiener Stadttheater (1880–1882), Ringtheater, Berliner Residenztheater, dann wieder in Brünn und Budapest, am Carltheater und von 1889 bis zu seinem Tode 1901 am Deutschen Volkstheater in Wien engagiert.
Humoristische Charakterrollen und humoristische Väter spielte er mit viel Geschick. Auch schriftstellerisch betätigte er sich mit Erfolg.
Er war der Ehemann der Opernsängerin Ida Baier, seine Schwägerin war Anna Baier.